# S/S Leppävirta
S/S Leppävirta är ett finländskt ångfartyg, som byggdes av Paul Wahl & Co i Varkaus 1904. 
S/S Leppävirta har alltid trafikerat Saimen.